# Кромський район
Кромський район (рос. Кромской район) — муніципальне утворення у Орловській області.

## Адміністративний устрій
Складається із 13 сільських і 1 міського поселень.